# ديفيد ماهوني
ديفيد ماهوني (بالإنجليزية: David Mahoney)‏ (14 أبريل 1981 في الولايات المتحدة - ) هو لاعب كرة قدم أمريكي في مركز حراسة المرمى. لعب مع شيكاغو فاير ووسترن ماس بيونيرز وSeattle Sounders (1994–2008) ‏ وCape Cod Crusaders ‏ وIMG Academy Bradenton ‏.

## وصلات خارجية
- ديفيد ماهوني على موقع الدوري الأمريكي (الإنجليزية)
- ديفيد ماهوني على موقع قاعدة بيانات كرة القدم.إي يو (الإنجليزية)